# Bosnien och Hercegovina i Eurovision Song Contest 2016

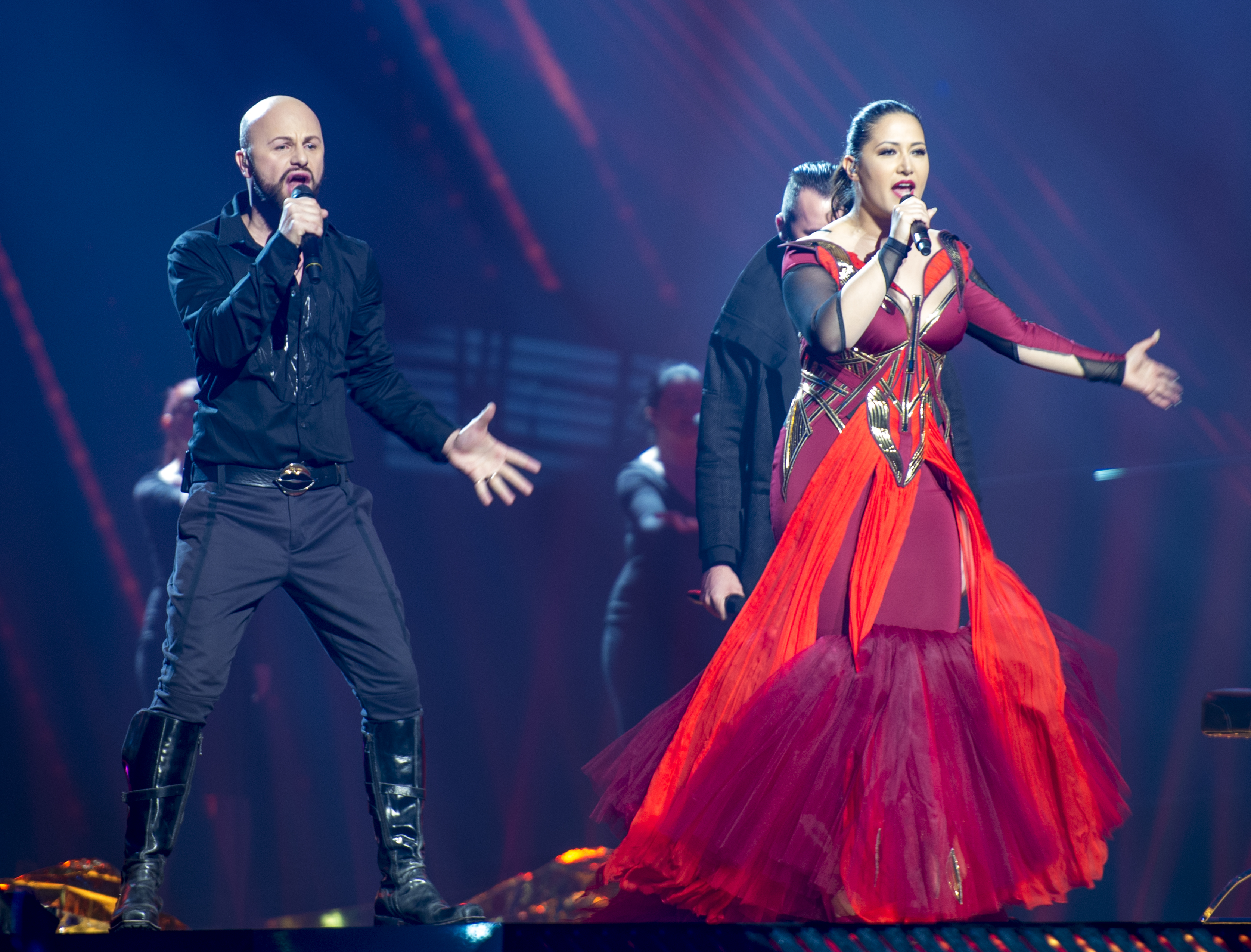

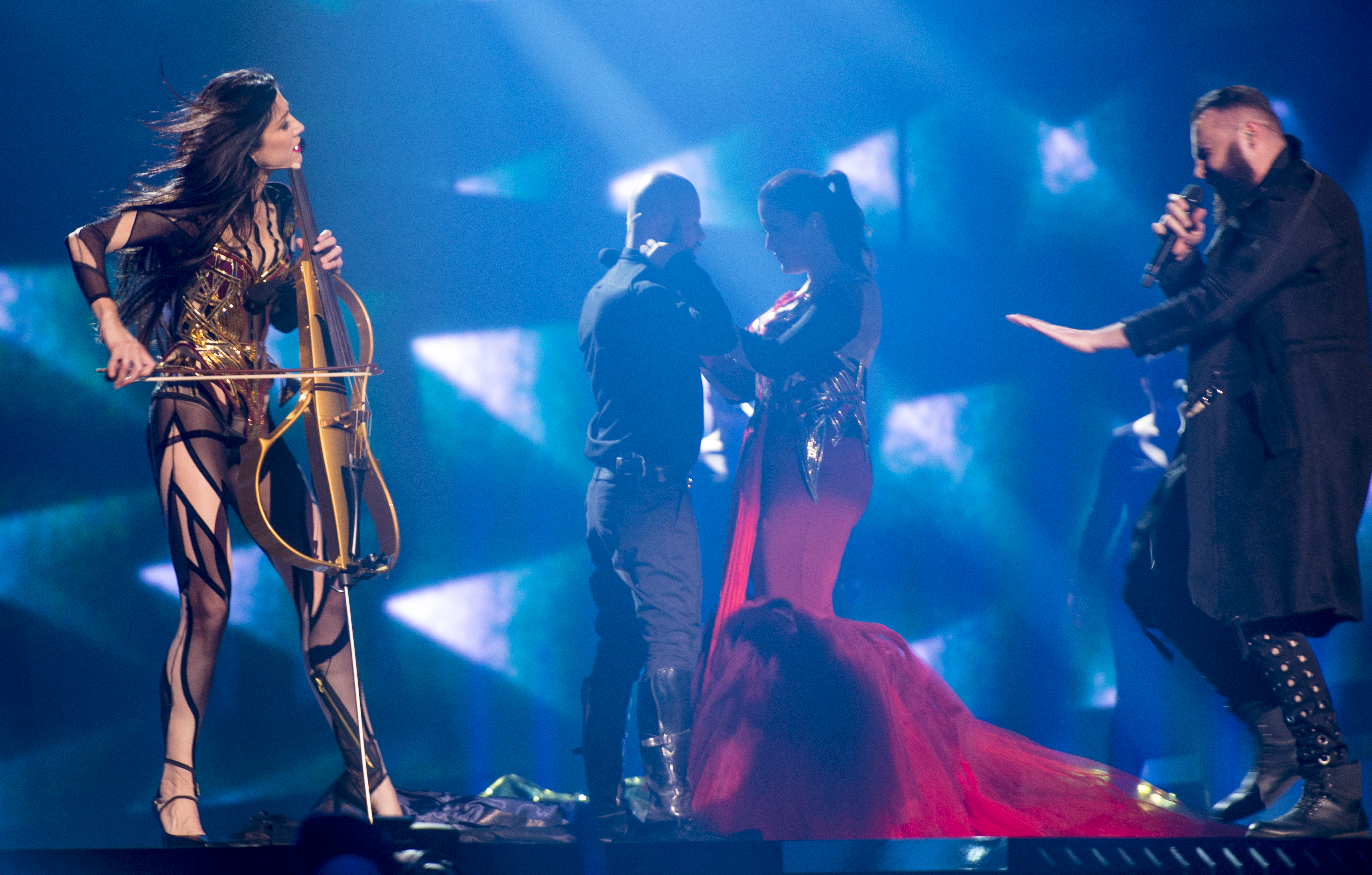

Bosnien och Hercegovina deltog i Eurovision Song Contest 2016 i Stockholm, Sverige. Deras bidrag valdes internt av landets nationella TV-bolag BHRT.

## Allmänt
Den 15 september meddelade det bosniska nationella TV-bolaget BHRT att Bosnien och Hercegovina hade anmält sig preliminärt till årets tävling, efter att inte ha deltagit sedan 2012 års tävling. Den 9 oktober meddelade dock BHRT att anmälan var tillbakadragen och detta efter den ekonomisk diskussion med EBU. BHRT fick då en förlängd betänketid av EBU till slutet av oktober för att hitta en fungerande ekonomisk modell, som att söka sponsorer. Den 24 november 2015 bekräftade BHRT att Bosnien och Hercegovina återvänder till ESC 2016. Dagen därpå meddelades också vilken representant landet kommer att skicka till tävlingen.

## Artisterna
Artisterna presenterades under en presskonferens i BHRT:s studio 25 november 2015.

### Deen
Deen, egentligen Fuad Backović, är en bosnisk sångare som föddes den 14 april 1982 i Sarajevo i Bosnien och Hercegovina (dåvarande Jugoslavien). Deen har varit sångare i bandet Seven Up, men lämnade bandet för en solokarriär. Deen medverkade i Eurovision Song Contest 2004 i Istanbul för Bosnien och Hercegovina med låten In the Disco, med vilken han tog sig genom semifinalen och kom på nionde plats i finalen. Han var också programledare i landets uttagning till tävlingen 2005.

### Dalal Midhat-Talakić
Dalal Midhat-Talakić, född 5 augusti 1981 i Bosnien Hercegovinas huvudstad Sarajevo. är en bosnisk R&B och popsångerska. Hon är medlem i bosniska R&B-duon Erato, som är Bosnien Hercegovinas största R&B-duo.

### Ana Rucner
Ana Rucner, född 12 februari 1983 i Zagreb i Kroatien, är en kroatisk cellist.

### Jala
Jala (Egentligen Jasmin Fazlić) är en bosnisk rappare.

## Låt
Låten "Ljubav je" (svenska: Kärleken är) presenterades 19 februari 2016.

## Under Eurovision
BIH deltog i den första semifinalen där man inte lyckades nå finalplatsen. Man var 29 poäng från att nå finalen efter Kroatien som kom 10a.